# خان یونس
خان یونس شهری در جنوب نوار غزه و مرکز استان خان یونس است.

## پیشینه
شهر خان یونس در سال ۱۳۸۷ (میلادی)  بر روی ویرانه های دژ باستانی جنیس توسط «یونس نوروزی دوادار» از امرای ممالیک بنیان شده‌است. بناهای تاریخی زیادی از دوران عثمانی در آن به جای مانده‌است.
پس از جنگ جهانی اول از حاکمیت عثمانی خارج و در قلمرو فلسطین تحت سرپرستی بریتانیا قرار گرفت. در قطعنامه تقسیم فلسطین سازمان ملل قرار بود بخشی از کشور عرب‌نشینی باشد که هرگز تشکیل نشد. این شهر در جریان جنگ ۱۹۴۸ اسرائیل و اعراب به تصرف مصر درآمد. اردوگاه آوارگان خان یونس در این سال ساخته شد و در ابتدا ۳۵ هزار نفر جمعیت داشت.
در جنگ ۱۹۵۶ کانال سوئز مدتی به اشغال اسرائیلی‌ها درآمد که پس از آتش‌بس از آن عقب نشستند. در جنگ ۶ روزه سال ۱۹۶۷ اسرائیل دوباره آن را اشغال کرد و نهایتاً با تشکیل حکومت خودگردان فلسطین اداره آن بر عهده این دولت قرار گرفته‌است.

## جغرافیا

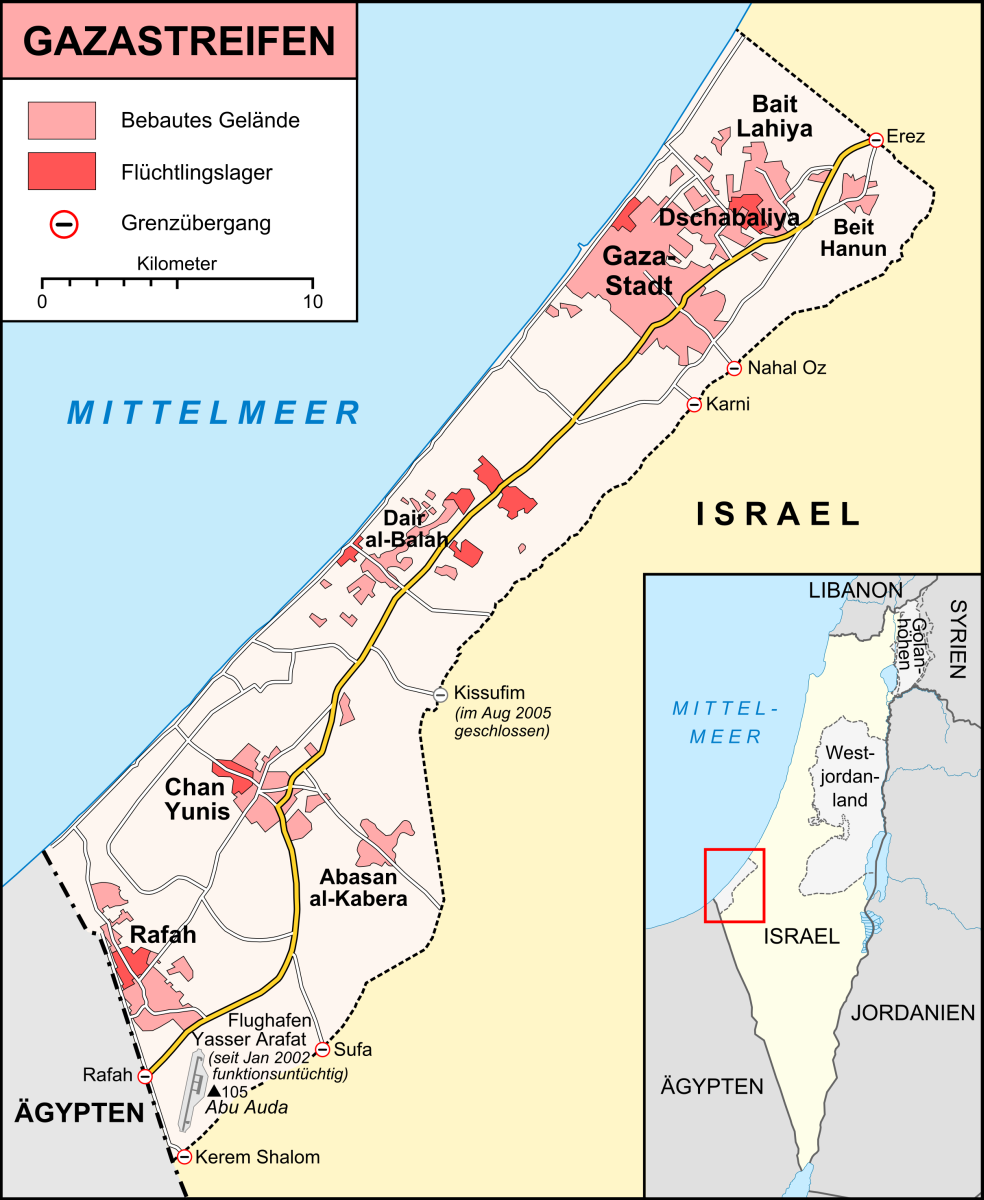

این شهر در ۴ کیلومتری ساحل دریای مدیترانه، جنوب شهر رفح و شمال شهر دیرالبلح واقع شده و دومین شهر پرجمعیت و پهناور نوار غزه پس از شهر غزه است.
جمعیت آن به همراه اردوگاه آوارگان و حومه بر اساس آمار سال ۲۰۰۶ اداره مرکزی آمار فلسطین حدود ۱۸۰ هزار نفر بوده‌است.
با وجود همجواری با دریای مدیترانه آب و هوایی نیمه‌خشک دارد و میانگین بارندگی سالانه آن ۲۶۰ میلی‌متر است.

## پیوند به‌بیرون
- نقشه غزه دانشگاه تگزاس